# Parcul Național Karkonoski
Parcul Național Karkonoski (în poloneză: Karkonoski Park Narodowy) este o arie protejată de interes național ce corespunde categoriei a II-a (parc național) situată în Polonia, pe teritoriul administrativ al voievodatului Silezia Inferioară.

## Localizare
Aria naturală cu o suprafață de 55,81 km2 se întinde în  sud-vestul Poloniei, de-a lungul graniței cu Cehia în Munții Karkonosze, în extremitatea teritorială vestică a voievodatului Silezia Inferioară. 

## Descriere
Karkonosze, numele culmii principale din Sudeții de nord-vest, a fost dat și parcului național de aici, care cuprinde întregul masiv. În esență, aceasta reprezintă un platou granitic cu versanții abrupți, acoperit de păduri masive, deasupra cărora se înalță vârfuri semețe. Ghețarii cuaternari, ocupând locul bazinelor torențiale anterioare, au scobit circuri adânci, pe fundul cărora s-au ascuns lacuri limpezi, în care își răsfrâng conturul cenușiu stâncile din jur. Către marginea masivului, de-a lungul unor vechi rupturi ale scoarței, se insinuează către suprafață izvoare minerale. În jurul lor s-au ridicat numeroase stațiuni balneoclimatice, pe care un întreg păienjeniș de șosele asfaltate le leagă într-o rețea deasă, mult solicitată. Jelenia Gora, orașul cel cu multe construcții de epocă, având din parcul de pe colina Kosciuszko o vedere magnifică asupră întregului masiv Karkonosze, trimite aproape radiar arterele de legătură spre toate stațiunile de la poalele masivului. Către sud-vest și vest, panglicile de asfalt trec prin Cieplice Sl. Zdroj, renumită pentru apele sale termale sufuroase și pentru construcțiile din secolele trecute, prin Sobieszow, Szklarska Poreba (centru al sporturilor de iarnă) și Swieradow Zdroj, cu marile sale stabilimente termale, și multe alte stațiuni mai mici de unde se oferă călătorului o panoramă de neuitat asupra munților.
Parcul Național Karkonoski a fost creat în anul 1959, urmând ca din  1992 acesta să fie inclus în programul mondial al UNESCO „Omul și Biosfera”. 
Aria protejată reprezintă o zonă naturală (aflată în partea vestică a munților Karkonosze) cu stâncării, abrupturi calcaroase (vârfuri, ace), circuri glaciare, văi, cascade, doline, lacuri, păduri, pajiști montane; ce adăpostește o mare varietate de floră și faună.

## Floră și faună

### Floră
Flora parcului este alcătuită din specii arboricole de brad (Abies), molid (Picea abies L.), pin (Pinus) sau pin pitic și ierboase. La nivelul ierburilor sunt întâlnite mai multe specii de plante vasculare endematice, mușchi și licheni, printre care: saxifragă (Saxifraga moschata), clopoței (Campanula bohemica), dar și relicve glaciare alpine cu specii de rogoz (Carex magellanica), Rubus chamemorus sau  Pedicularis suedica.

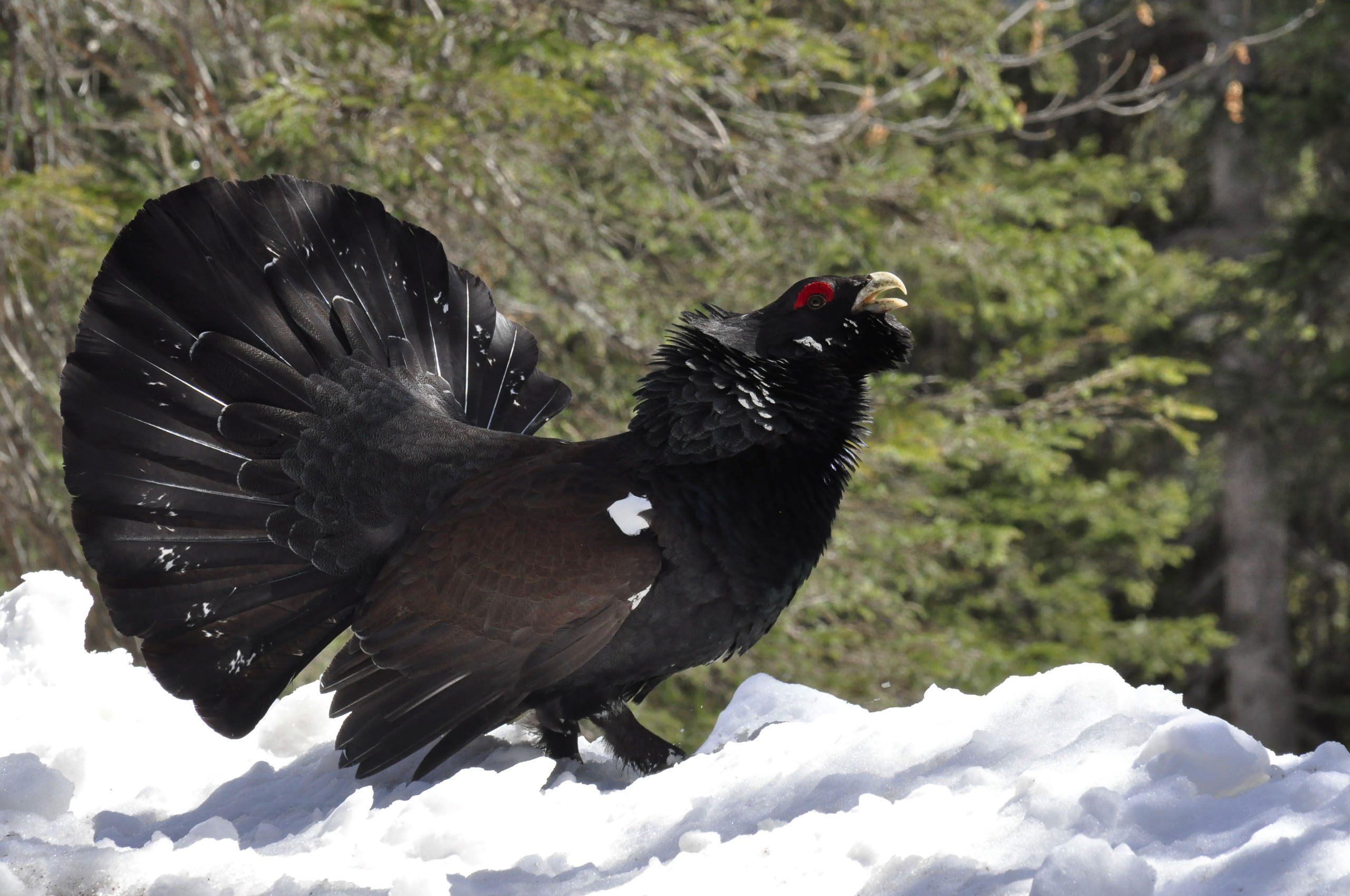
Cocoş de munte (Tetrao urogallus)

### Faună
Fauna este reprezentată de: 
• mamifere cu specii de cerbi (Cervus elaphus), vulpi roșcate (Vulpes vulpes), castori sau liliaci;
• păsări cu specii de cocoș de munte (Tetrao urogallus), cocoș de mesteacăn (Lyrurus tetrix), mierlă (Tursus merula);
• reptile, amfibieni și insecte.